# Sitapur (Arghakhanchi)
Sitapur (nepalski: सीतापुर) – gaun wikas samiti w zachodniej części Nepalu w strefie Lumbini w dystrykcie Arghakhanchi. Według nepalskiego spisu powszechnego z 2011 roku liczył on 877 gospodarstw domowych i 3836 mieszkańców (2182 kobiety i 1654 mężczyzn).